# Ludwig Brüel (Politiker)

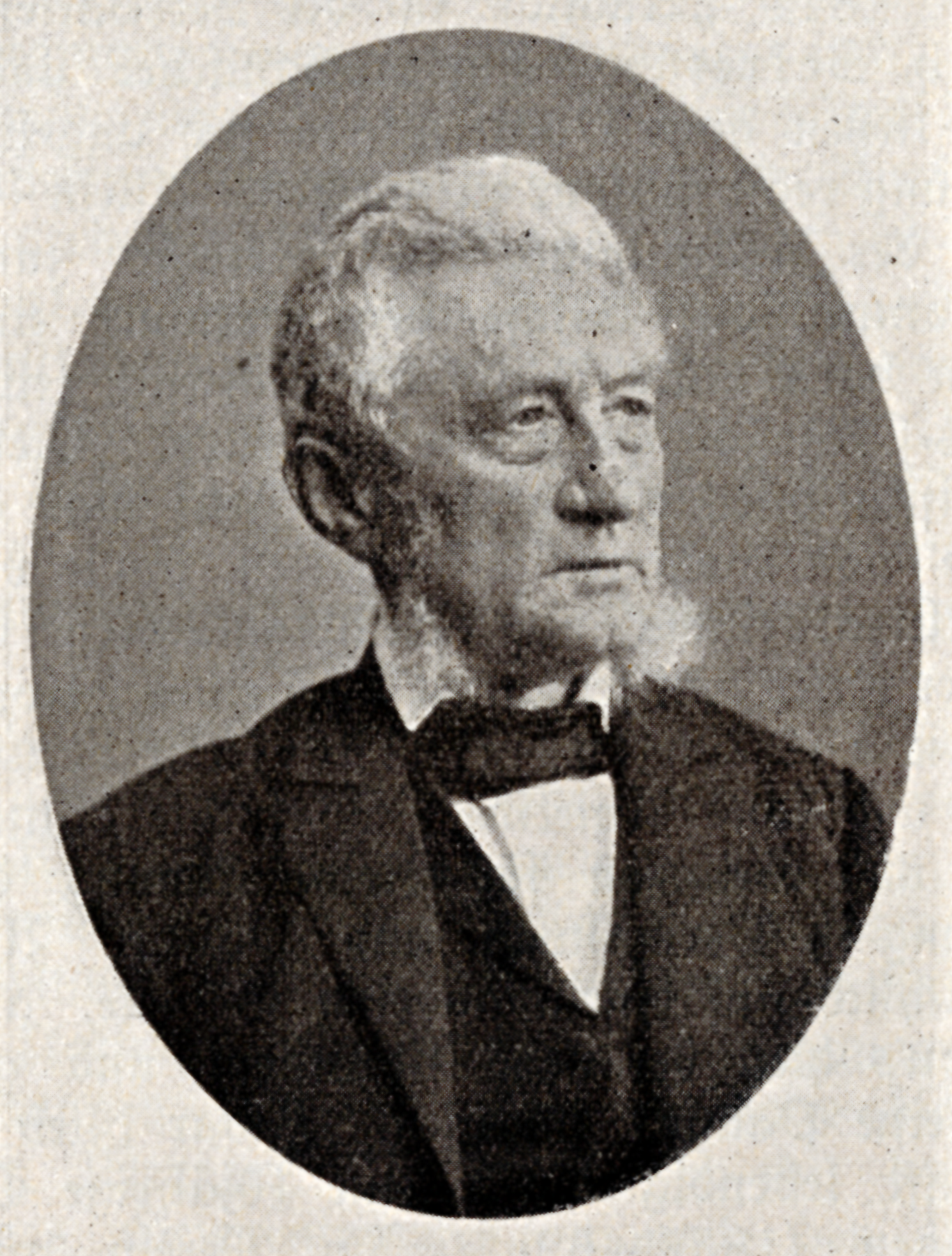
Ludwig August Brüel

Ludwig August Brüel (* 12. Dezember oder 20. Dezember 1818 in Hannover; † 29. Februar 1896 in Berlin) war ein deutscher Jurist und Politiker der Deutsch-Hannoverschen Partei (DHP).

## Leben
Geboren im Königreich Hannover als Sohn des Königlichen Münzmeisters Ludewig August Brüel (1773–1838) und seiner Frau Auguste Elisabeth Heusinger (1790–1848) besuchte Ludwig Brüel das nachmalige Kaiser-Wilhelm- und Ratsgymnasium Hannover in Hannover. Er studierte an der Georg-August-Universität Göttingen und an der Friedrich-Wilhelms-Universität zu Berlin Rechtswissenschaft. Am 11. November 1837 wurde er im Corps Hannovera Göttingen recipiert. Nach dem Studium wurde er 1843 zunächst Rechtsanwalt in Hannover, dann 1844 Sekretär des Konsistoriums. 1846 heiratete er Sophie Caroline Wilhelmine Amalie Langenfeldt aus einer hannoverschen Familie, die ihm zwei Töchter schenkte.
Von 1846 bis 1868 war er im Kultusministerium von Hannover tätig, seit 1863 als Geheimer Rat und Unterstaatssekretär. 1870 wurde er Mitglied des Preußischen Abgeordnetenhauses und gehörte diesem bis 1896 an. Er schloss sich als Hospitant der Zentrumsfraktion an. 1875 wurde er Mitglied des Deutschen Reichstages für die Welfenpartei (DHP). Dem Reichstag gehörte er bis 1884 an. Er war 1892 maßgeblich an den Verhandlungen über die Rückgabe des Welfenfonds beteiligt.

## Veröffentlichungen
- Zur Lehre von den Kirchen- und Schullasten im Königreich Hannover: ein Beitrag ausgearb. mit Benutzung von Acten des Königlich Hannoverschen Ministeriums der geistlichen und Unterrichtsangelegenheiten. Hahn, Hannover 1855.
- Zur Dringlichkeit der Kirchen- und Schullasten im Königreich Hannover. Hahn, Hannover 1861.
- Die evangelisch-lutherische Kirche in ihrer Berührung mit der evangelisch-unierten Kirche Preußens. Von einem hannoverschen Lutheraner weltlichen Standes. Hannover 1867.
- Der Gesetz-Entwurf, betreffend die Einrichtung und Unterhaltung der öffentlichen Volksschulen : beleuchtet in seiner Bedeutung für das hannoversche Volksschulwesen : mit einem Abdrucke des Gesetz-Entwurfs. Hannover 1868.
- Die Selbständigkeit der evangelisch-lutherischen Landeskirche Hannovers, beraten auf der ersten Hannoverschen Generalsynode. Hellwing, Hannover 1870 (Digitalisat).

## Archivalien
Archivalien von und über Ludwig August Brüel finden sich beispielsweise
- als handschriftliche Autobiographie von 1894 unter dem Titel Erinnerungen aus dem öffentlichen Leben des Dr. Brüel, von ihm selbst für seine Freunde aufgeschrieben als Nachlass im Niedersächsischen Landesarchiv (Abteilung Hannover), Archivsignatur NLA HA, Dep. 103 XVIII, 21 Nr. 1 (alte Archivsignatur: III 21 c 4179)[6]